# Randrianasolo-Wieselmaki
Der Randrianasolo-Wieselmaki (Lepilemur randrianasoloi) ist eine auf Madagaskar lebende Primatenart aus der Gruppe der Wieselmakis innerhalb der Lemuren. Die Art wurde 2017 erstbeschrieben und wurde nach dem Zoologen Georges Randrianasolo benannt.

## Merkmale
Randrianasolo-Wieselmakis erreichen eine Kopfrumpflänge von 22 bis 26 Zentimeter, dazu kommt noch der 25 bis 29 Zentimeter lange Schwanz. Das Gewicht beträgt 0,9 bis 1,0 Kilogramm. Das Fell dieser Tiere ist überwiegend grau gefärbt, der Bauch ist heller als der Rücken. Die Schnauze ist relativ langgestreckt, die Augen sind als Anpassung an die nachtaktive Lebensweise groß. Die Hinterbeine sind lang und kräftig.

## Verbreitung und Lebensweise

Verbreitungsgebiet (rot)

Randrianasolo-Wieselmakis bewohnen ein kleines Gebiet im westlichen Madagaskar, das Verbreitungsgebiet liegt ungefähr zwischen den Flüssen Manambaho und Tsiribihina. Ihr Lebensraum sind trockene Laubwälder.
Über die Lebensweise dieser neu entdeckten Art ist noch wenig bekannt, wie alle Wieselmakis sind sie nachtaktiv und halten sich meist auf Bäumen auf. Dort bewegen sie sich senkrecht kletternd und springend fort, tagsüber schlafen sie in Baumhöhlen oder im dichten Pflanzenwuchs. Die Nahrung der Wieselmakis besteht vorwiegend aus Blättern sowie aus Früchten, Knospen und anderen Pflanzenteilen.

## Gefährdung
Die IUCN listet die Art als „stark gefährdet“ (endangered).